# 亚历山大·沃尔福维奇
亚历山大·格里戈里耶维奇·沃尔福维奇（1967年6月28日—）是一名白俄罗斯高级军官，现任白俄罗斯安全理事会国务秘书，原白俄罗斯武装部队总参谋长。

## 生平
1967年6月28日，沃尔福维奇出生在苏联俄罗斯苏维埃联邦社会主义共和国喀山，母亲是塔季扬娜·雅科夫列夫娜，父亲是格里戈里·亚历山德罗维奇·沃尔福维奇。父亲格里戈里是一名退休的苏联陆军中校，来自乌克兰敖德萨州巴尔塔，但是在斯卢茨克生活了很长时间。20世纪80年代初，他们一家定居白俄罗斯苏维埃社会主义共和国，此前，这家人住在阿塞拜疆连科兰和东德的苏联基地。
1984年，亚历山大·沃尔福维奇从鲍里索夫第七中学毕业。1988年，沃尔福维奇从莫斯科高级军事指挥学校毕业，他的同学有安德烈·阿列克谢耶维奇·拉夫科夫（国防部长）。在之后的5年里，沃尔福维奇在苏联军队和白俄罗斯新组建的武装部队出任营级和团级职务。1993年，沃尔福维奇成为第72卫队联合训练中心机动步枪营的参谋长。1998年，沃尔福维奇从白俄罗斯军事学院指挥参谋系毕业后，继续在第72卫队联合训练中心机动步枪营工作。
2002年，沃尔福维奇出任第361安全和维修基地的参谋长。2005年至2008年期间，沃尔福维奇在总参谋部主要作战指挥部任职。2008年，沃尔福维奇在俄罗斯总参谋军事学院学习了一年。回国后，沃尔福维奇成为西北作战司令部第120卫队机械化旅的指挥官，后来又成为该司令部的指挥官。
2018年，白俄罗斯总统亚历山大·卢卡申科任命他为白俄罗斯武装部队第一副总参谋长，2020年晋升总参谋长。2021年1月26日，沃尔福维奇成为白俄罗斯安全理事会国务秘书。一个月后，沃尔福维奇被授予中将军衔。

## 家庭
亚历山大·沃尔福维奇的儿子马克西姆（生于1990年）是一名武装部队军官。马克西姆驻扎在格罗德诺的第六卫队基辅·柏林机械化旅指挥一个机械化营。
亚历山大·沃尔福维奇的兄弟德米特里·沃尔福维奇是维捷布斯克的军事委员，是俄罗斯联邦反情报局第一次车臣战争的老兵。战争期间，他被伊奇克里亚车臣共和国军队俘虏，1994年12月获释。